# Escuadrón 201 (estación)
Escuadrón 201 es una de las estaciones que forman parte del Metro de Ciudad de México, perteneciente a la Línea 8. Se ubica al oriente de la Ciudad de México, en la alcaldía Iztapalapa.

## Información general
El icono de la estación es el emblema de la agrupación de la fuerza aérea mexicana el Escuadrón 201, que fue enviada como parte de los Aliados en la Segunda Guerra Mundial, ya que en 1942 los alemanes al ver la neutralidad de México, dieron la orden de hundir barcos entre esos estaba el Potrero del Llano, Faja de Oro, Tuxpan, Las Choapas, Oaxaca y el Amatlán, con lo cual el presidente General Manuel Ávila Camacho le declara la guerra a las fuerzas del Eje. La estación recibe ese nombre por encontrarse en la colonia Escuadrón 201.

## Afluencia
En 2014 un total de 7,236,270 pasajeros transitaron la estación Escuadrón 201, ubicándola como la cuarta más transitada por encima de estaciones como Bellas Artes (7,053,173) y Salto del Agua (6,017,576). El promedio de usuarios por día fue el siguiente:
| Tipo de día   | Afluencia promedio |
| ------------- | ------------------ |
| Día festivo   | 10,236             |
| Día laboral   | 22,186             |
| Fin de semana | 15,004             |
| Anual         | 19,825             |

La siguiente tabla muestra la afluencia de la estación en los últimos 10 años:
| Afluencia Anual de Pasajeros | Afluencia Anual de Pasajeros | Afluencia Anual de Pasajeros | Afluencia Anual de Pasajeros | Afluencia Anual de Pasajeros | Afluencia Anual de Pasajeros |
| ---------------------------- | ---------------------------- | ---------------------------- | ---------------------------- | ---------------------------- | ---------------------------- |
| Año                          | Afluencia                    | A Diario                     | Ranking                      | Incremento                   | Ref.                         |
| 2023                         | 7,474,532                    | 20,478                       | 49°/195                      | +12.63%                      | [ 3 ]                        |
| 2022                         | 6,636,154                    | 18,181                       | 53°/175                      | +46.59%                      | [ 4 ]                        |
| 2021                         | 4,527,035                    | 12,402                       | 60°/195                      | -1.96%                       | [ 5 ]                        |
| 2020                         | 4,617,654                    | 12,616                       | 71°/195                      | -42.62%                      | [ 6 ]                        |
| 2019                         | 8,047,639                    | 22,048                       | 76°/195                      | -7.27%                       | [ 7 ]                        |
| 2018                         | 8,679,031                    | 23,778                       | 62°/195                      | +5.20%                       | [ 8 ]                        |
| 2017                         | 8,250,338                    | 22,604                       | 68°/195                      | -4.15%                       | [ 9 ]                        |
| 2016                         | 8,607,804                    | 23,518                       | 69°/195                      | +1.35%                       | [ 10 ]                       |
| 2015                         | 8,492,915                    | 23,268                       | 69°/195                      | +0.57%                       | [ 11 ]                       |
| 2014                         | 8,444,834                    | 23,136                       | 70°/195                      | -1.73%                       | [ 12 ]                       |

## Conectividad

### Salidas
- Nororiente: Eje 3 Oriente Avenida 5 y Calle 6, Colonia Granjas San Antonio.
- Norponiente: Eje 3 Oriente Avenida 5 y Avenida Agustín Yáñez, Colonia Escuadrón 201.
- Suroriente: Eje 3 Oriente Avenida 5 y Calle 6, Colonia Granjas San Antonio.
- Surponiente: Eje 3 Oriente Avenida 5 y Avenida Agustín Yáñez, Colonia Escuadrón 201.

### Rutas de Microbuses
- Ruta 14 (Metro Portales o Metro Merced - Santa Cruz Tinacos / Metro Acatitla)
- Ruta 108 (Metro San Lázaro - Villa Coapa / Periférico)

### Corredores Viales
- TRIOXA (Metro Boulevard Puerto Aéreo - Av.5 / Ermita Iztapalapa)

### Metrobús
- Línea 5 (Río de los Remedios - Preparatoria 1)